# Dinh Thầy Thím

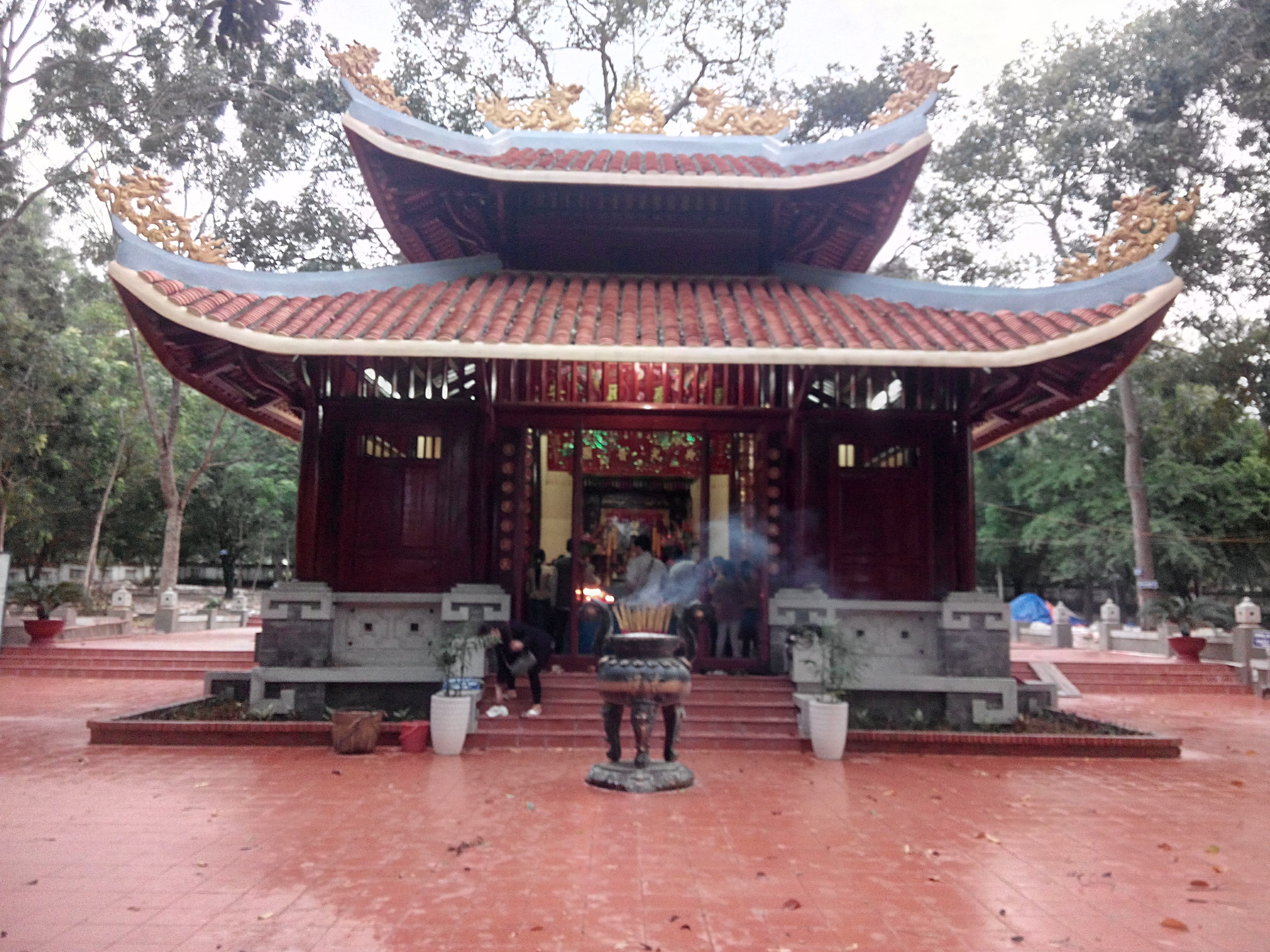
Dinh Thầy Thím

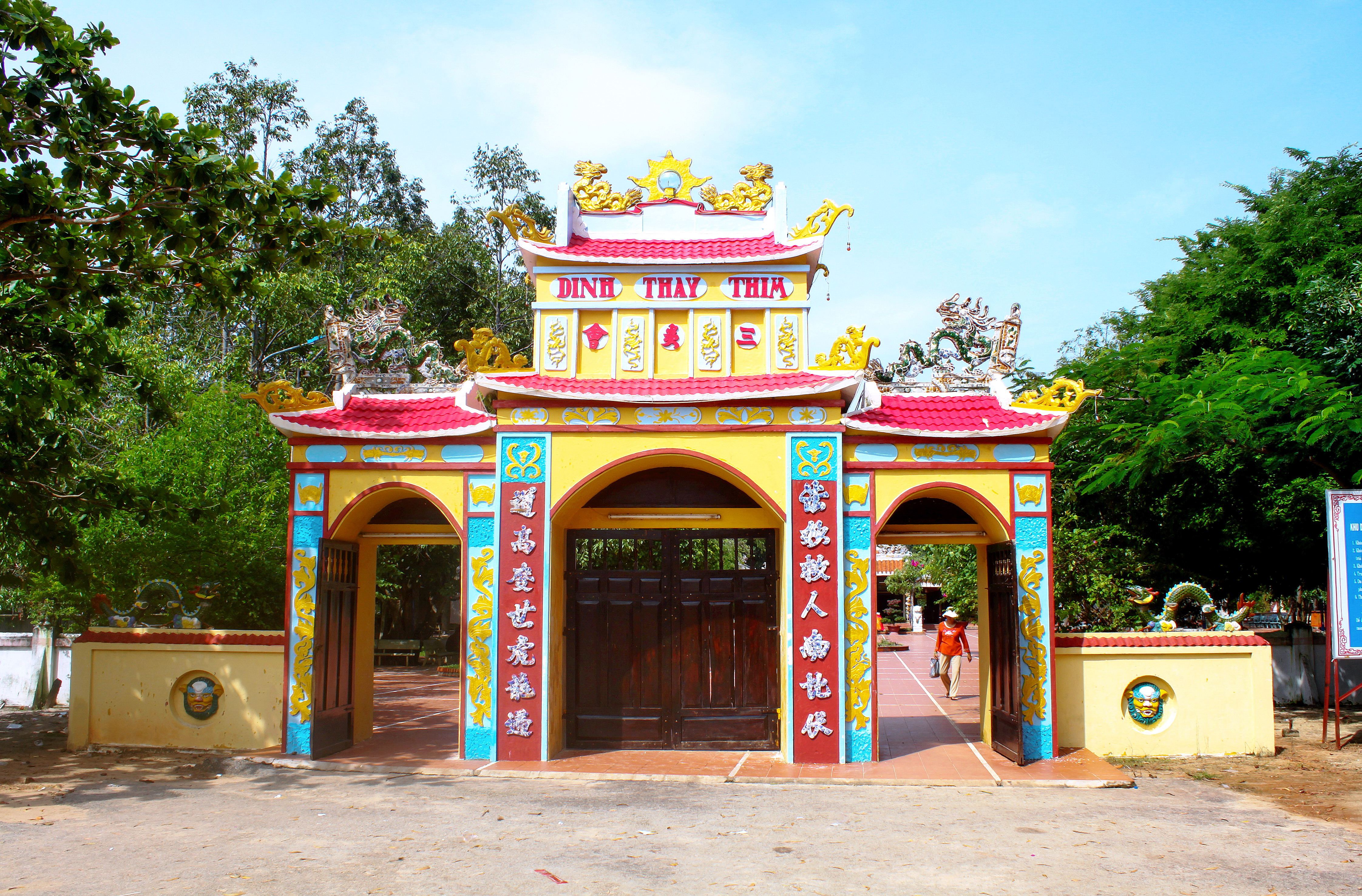
Tam quan Dinh Thầy Thím

Dinh Thầy Thím là một di tích tại xã Tân Tiến, thị xã La Gi, tỉnh Bình Thuận.

## Kiến trúc

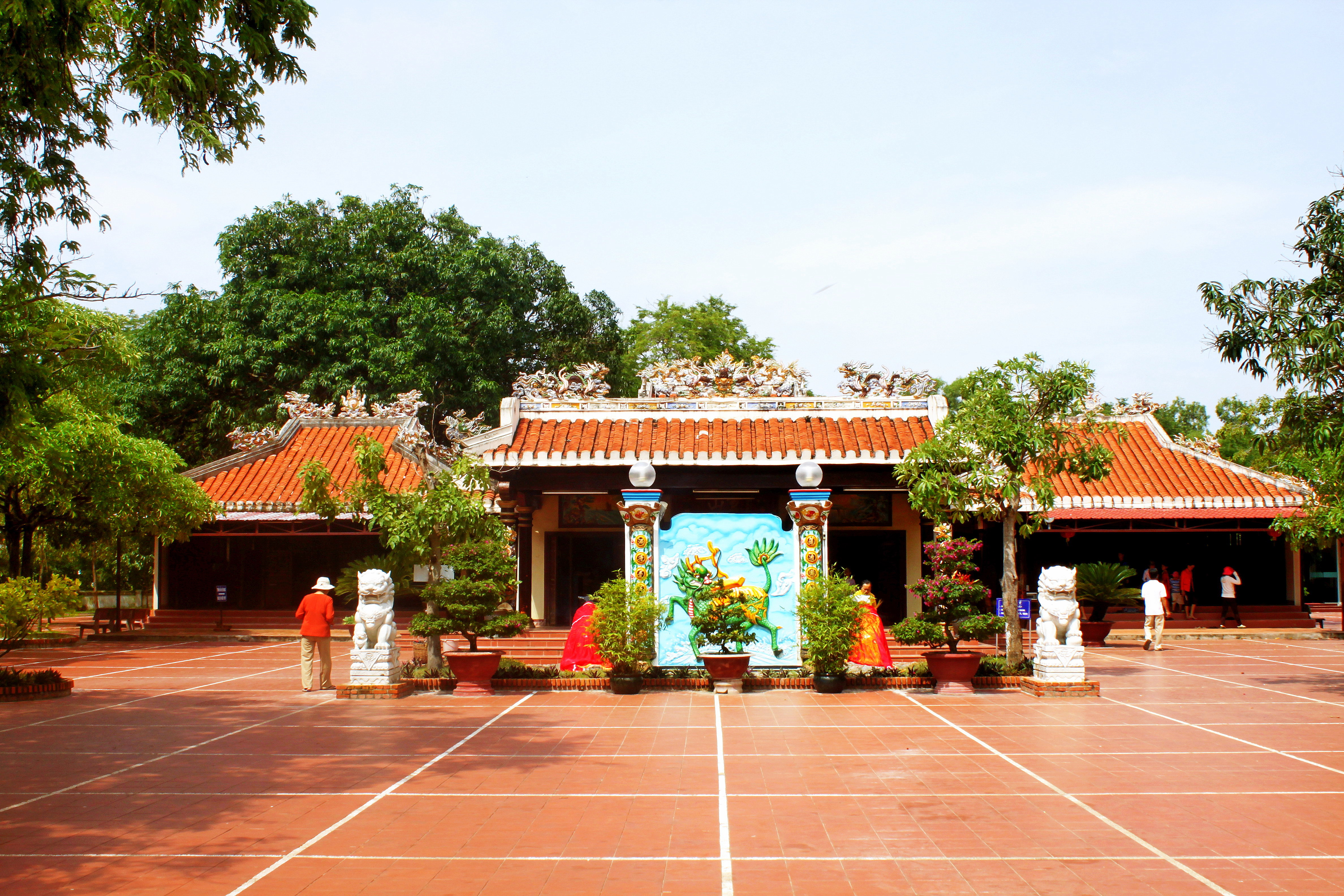
Chánh điện (giữa), nhà thờ Hậu hiền (trái), nhà thờ Tiền hiền (phải).

Dinh Thầy Thím có dạng kiến trúc như một ngôi đình làng bao gồm nhiều công trình, như: Tam quan, Võ ca, chính điện, nhà thờ Tiền hiền, nhà thờ Hậu hiền, miếu ông Hổ, miếu Thành hoàng, phòng Truyền thống,v.v.... Trên thanh xà cò của Dinh còn dòng chữ Hán khắc chìm "Kỷ Mão niên thập nhị quạt nhị thập ngũ nhật kiến tạo" có nghĩa là kiến tạo ngày 25 tháng 12 năm Kỷ Mão (1879). Các công trình kiến trúc với nghệ thuật điêu khắc chạm trỗ và các trang trí nội thất của Dinh Thầy Thím thể hiện rõ nét kiểu cách kiến trúc cung đình.

## Truyền thuyết

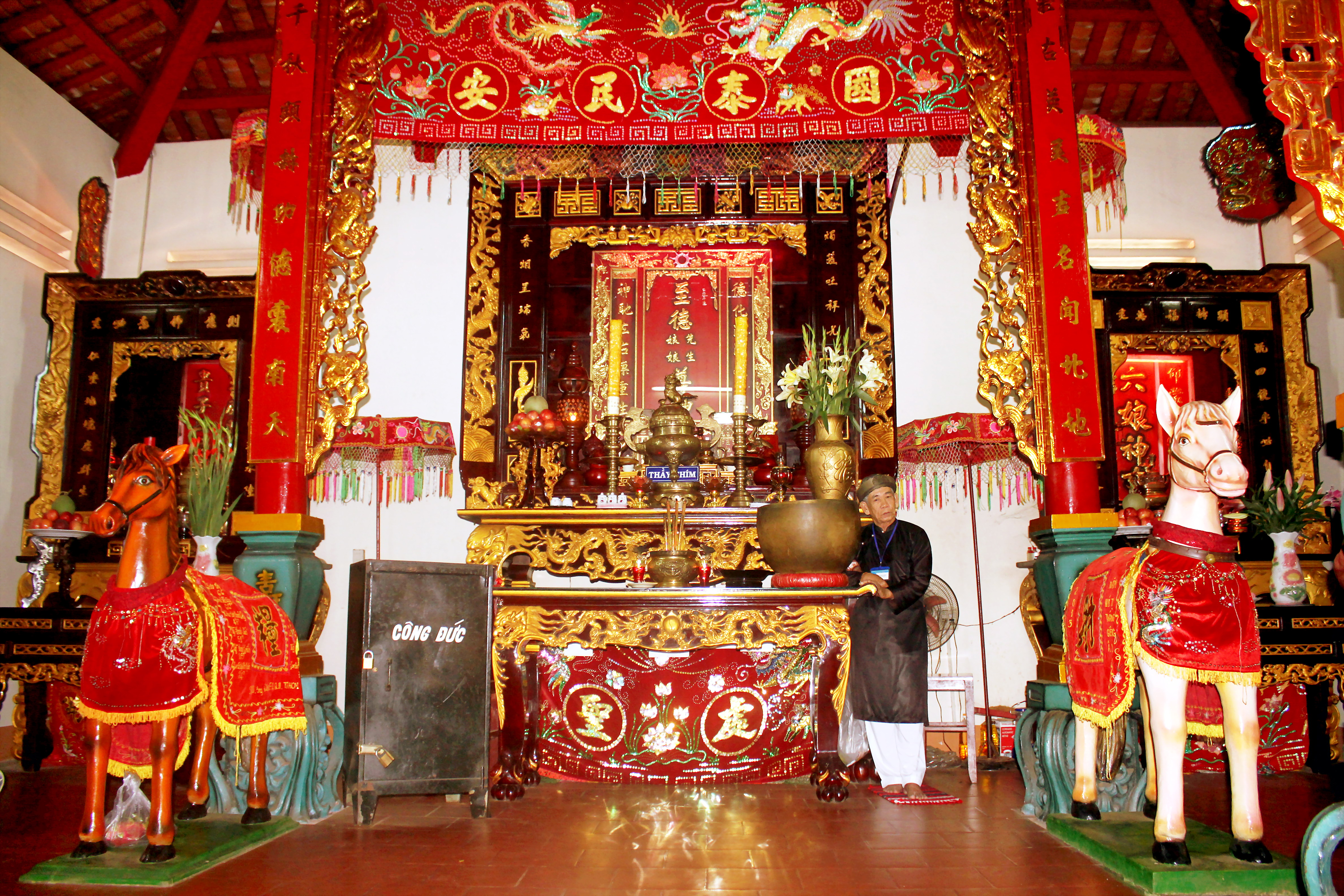
Gian thờ chính trong chánh điện

Theo truyền thuyết: Ngày xưa ở Quảng Nam, có một đạo sĩ giàu lòng nhân ái, võ thuật hơn người thường có những nghĩa cử cao đẹp được dân làng mến mộ. Vì bị nhà Vua xét xử oan ức nên đạo sĩ cùng vợ phiêu bạt vào phương Nam lánh nạn.
Tam Tân, một vùng quê xa xôi và trù phú trở thành nơi dừng chân cuối cùng của vợ chồng đạo sĩ. Và cũng từ đây, những truyền thuyết, đức độ của vợ chồng đạo sĩ được lòng dân hết mực ca ngợi. Họ gọi vợ chồng đạo sĩ là Thầy – Thím.
Ít khi nhắc về thân thế của mình nhưng người trong làng cũng hiểu đôi chút về quá khứ của Thầy. Thầy sinh vào những năm đầu của triều Gia Long, thuở thiếu thời, Thầy vừa cần mẫn dùi mài kinh sử, vừa tầm sư học đạo, nuôi chí giúp đời, ước muốn thoả chí tung hoành ngang dọc. Việc lớn chưa thành, danh chưa toại thì Thầy gặp đại tang, cha mẹ Thầy đột ngột cùng lúc qua đời. Là người con hiếu thảo, Thầy ở lại quê nhà cùng vợ là người cùng phủ chịu tang cha mẹ, sống những ngày tháng kham khổ.
Làng quê Thầy Thím nhiều năm liền bị hạn hán, mất mùa, đời sống của nhân dân cơ cực, cơm không đủ no, nước không đủ uống. Động lòng trước nỗi khốn khổ của dân, Thầy lập đàn khấn nguyện. Trời đang trong xanh bỗng sấm chuyển ầm ầm, mưa như trút nước, cây cỏ hồi sinh.
Từ đó, Thầy nổi danh là một đạo sĩ có tài, dùng phép thuật của mình để giúp đỡ dân lành. Một lần trong ngày hội đầu năm, dân làng mơ có một mái đình khang trang để thờ phụng Thành Hoàng như ngôi đình to lớn nhưng thiếu người hương khói ở làng bên. Như cảm thông với nỗi khát khao của những tấm lòng thành kính với thần linh, đêm hôm ấy gió mưa dữ dội, chớp giật rung chuyển cả đất trời báo trước một điềm lạ. Quả nhiên, khi trời yên, đất lặng, mọi người thấy ngôi đình mới tọa lạc ngay giữa làng thay thế ngôi đình lá cũ rách. Dân làng kinh ngạc rồi reo hò vui mừng.
Nhưng niềm vui ấy chưa được bao lâu thì làng bên trống dục liên hồi cấp báo về triều tố cáo Thầy dùng phép đánh cắp Đình, âm mưu gây bạo loạn. Thế là Vua nghiêm trị Thầy ở mức án cao nhất. Xong, cẩm thông trước khí khái quân tử, nhà vua gia ân cho Thầy được chọn ba trọng tội hình: Xử trảm, uống thuốc độc hoặc tự thắt cổ. Thầy xin một tấm lụa đào và chọn hình thức sau cùng. Kì lạ thay, khi tấm lụa đào đến tay Thầy bỗng trở nên có sức sống kỳ lạ. Thầy múa xong một bài cũng là lúc tấm lụa biến thành rồng nâng Thầy và Thím bay bổng lên không trung trước nổi kinh hoàng của quan lại và dân làng. Khi bay qua quê mình, Thím còn làm rơi chiếc hài như một lời nhắn thưa từ biệt, rồi lụa rồng bay về phương nam. Từ đó, Thầy – Thím đến cư ngụ tại làng Tam Tân(nay là xã Tân Tiến Lagi, tỉnh Bình Thuận), dưới lớp áo của người xa quê đến lập nghiệp.
Lúc đầu Thầy Thím ở trọ nhà ông hộ Hai. Ngày ngày, vợ chồng Thầy làm các nghề đốn củi, đóng ghe, bốc thuốc chữa bệnh cứu người. Có điều lạ là lúc nào bên Thầy cũng có một quả bầu khô, người ta nói Thầy có phép "sái đậu thành binh" tức là "gieo đậu thành binh lính". Một hôm, nhân lúc thầy vào rừng đốn củi mà quên đem theo quả bầu, chủ nhà tò mò lấy ra xem bỗng lửa phụt ra thiêu rụi cả căn nhà. Sau khi làm lại căn nhà mới cho ông Hộ Hai, và để tránh sự chú ý của nhiều người, vợ chồng Thầy chuyển vào ở hẳn trong rừng sâu gần Bàu Cái. Thế nhưng, càng ở xa dân cư, danh tiếng của Thầy càng lan rộng. Thầy nhận đóng ghe cho ngư dân và giao rất đúng hẹn. Quanh khu rừng vang lên tiếng đãn gỗ, đục đẽo cả ngày, nhưng chưa bao giờ người ta thấy một người giúp việc nào của Thầy. Từ cánh rừng nơi Thầy đóng ghe ra đến biển dài hơn 3 km có mach nước nhỏ đổ ra biển, người dân tương truyền đó là dòng nước Thầy dùng gậy tạo ra để đưa ghe ra biển. Lạch nước ấy ngày nay vẫn còn, dân thường gọi là đường lướt ván.
Còn nhiều câu chuyện về lòng nhân ái của Thầy như trừng phạt bọn buôn gạo lợi dụng năm mất mùa bóp chẹt dân nghèo, cứu giúp dân chài trong cơn sóng to gió dữ...Không dừng lại ở đó, Thầy còn cảm hóa cả thú rừng vốn là nỗi nơm nớp lo sợ của nhiều người khi buổi đầu khai phá thiên nhiên hoang dã.
Một ngày mùa thu, được tin Thầy Thím qua đời, dân làng loan báo tin buồn, vội vã vào đến nơi, thì thấy hai ngôi mộ bằng cát trắng phau được thú rừng vun đắp thành mộ ở gần nơi Thầy Thím tạ thế.
Hằng năm, cứ đến mùng 5 tháng giêng âm lịch, người ta thấy có đôi Bạch – Hắc Hổ thường xuyên về tảo mộ, phủ phục gần đó canh gác cho ngôi mộ.
Về sau khi đôi Bạch – Hắc Hổ qua đời, dân làng an táng ngay sau ngôi mộ Thầy – Thím để tưởng nhớ hai con vật có nghĩa, tận trung với người.
Ngày 15/9 âm lịch hằng năm là ngày lễ tế thu Thầy – Thím. Qua khói hương, trong tiếng chuông trầm mặc, nghĩa cử Thầy – Thím vẫn được dân gian lưu truyền. Thế nên đến đời vua Thành Thái năm thứ 18, nhà vua đã xem xét lại án xử trước đây và ban sắc phong cho Thầy – Thím là "Chí Đức Tiên Sinh, Chí Đức Nương Nương Tôn Thần".

## Lễ hội
Hàng năm, vào ngày mùng 5 tháng giêng âm lịch (lễ tảo mộ) và các ngày từ 14 đến 16 tháng 9 âm lịch (lễ tế thu hay còn gọi là ngày vía Thầy Thím) rất đông người dân địa phương và du khách đến Dinh để cầu sức khỏe, hạnh phúc gia đình và công việc làm ăn của mình được thuận lợi...

## Thông tin liên quan

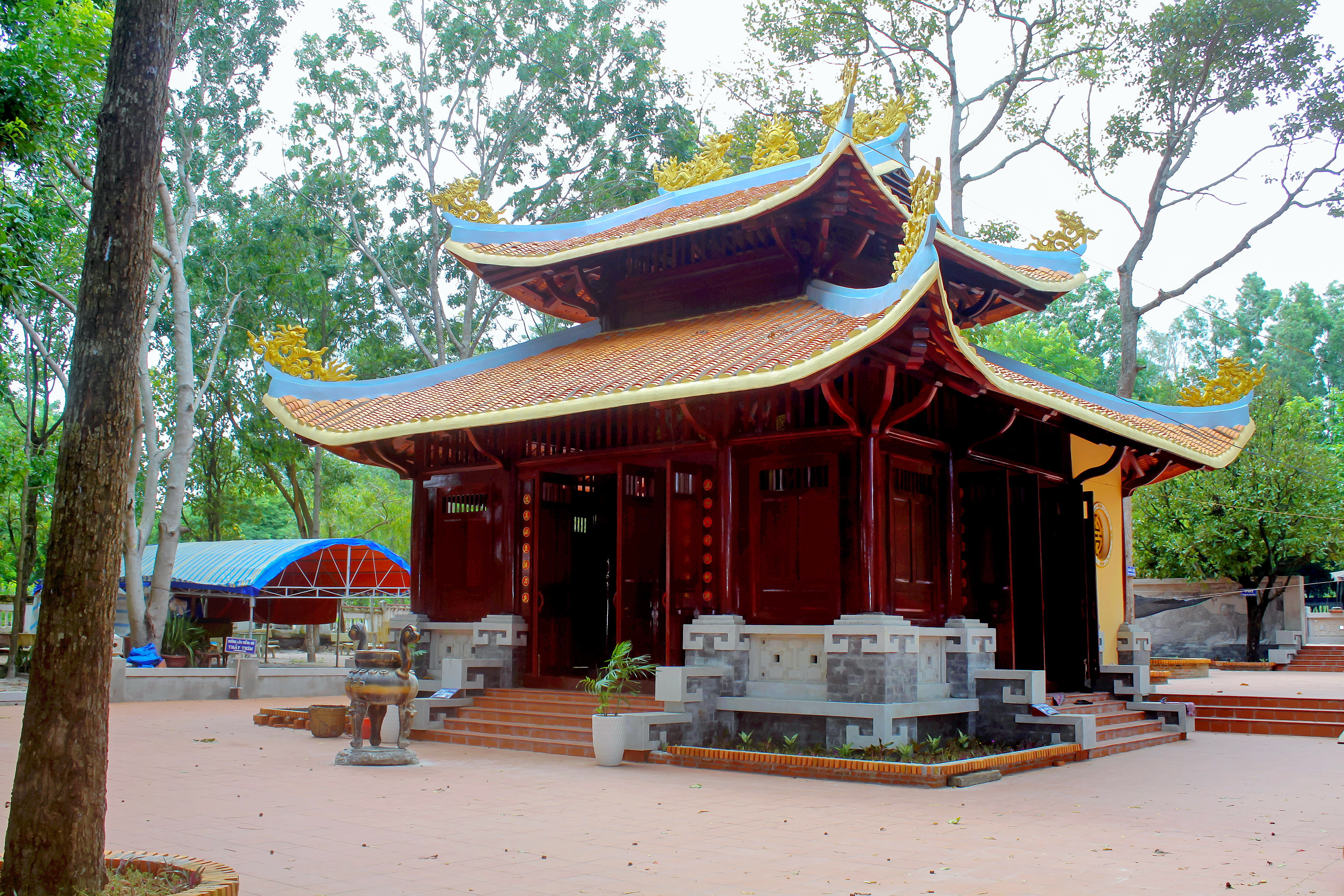
Đền thờ Thầy Thím ở tại khu mộ

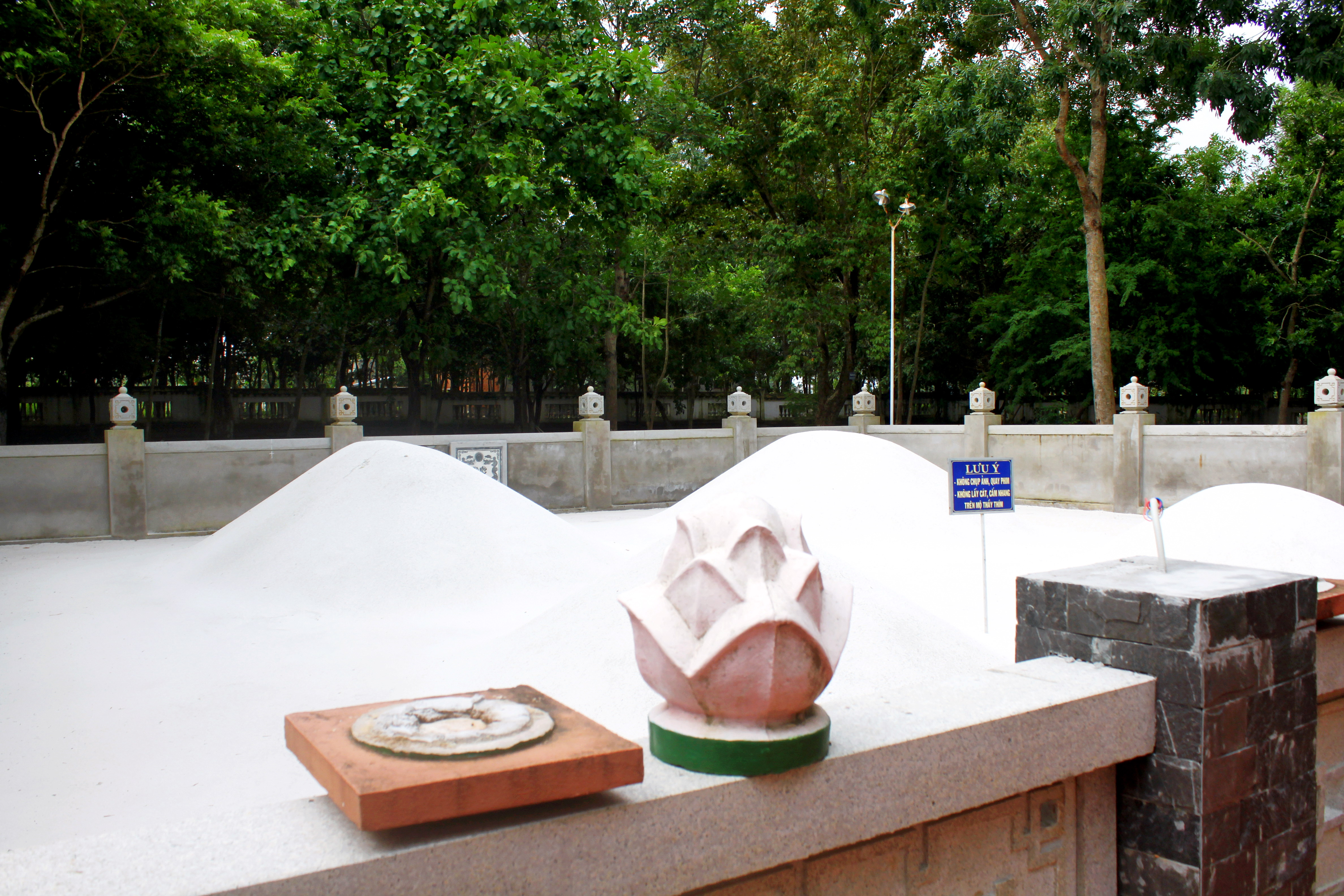
Bốn nấm mộ được đắp bằng cát trắng

Khu mộ Thầy Thím (gồm một đền thờ và bốn nấm mộ) cũng nằm trên địa phận xã Tân Tiến, cách Dinh Thầy Thím khoảng 3 km về phía Tây. Bốn nấm mộ được đắp bằng cát trắng tinh, và ở ngay phía sau đền thờ. Theo truyền thuyết dân gian thì hai mộ phía trước là mộ của Thầy Thím, hai mộ phía sau là mộ đôi Bạch – Hắc Hổ (vốn được coi là vệ sĩ, đệ tử của Thầy Thím). Từ năm 1988, Ban quản lý di tích đã xây dựng một bức tường thành bằng đá hình chữ nhật (cạnh 22 m x 16,25 m) bao bọc lấy khu mộ...